# Shooting Stars (Bag Raiders)
"Shooting Stars" is een single van het Australische dj-duo Bag Raiders uit 2009. Het nummer kwam vervolgens als derde track voor op het album Bag Raiders in 2011.

## Achtergrond
Shooting Stars is geschreven door Jack Glass en Chris Stacey en geproduceerd door Bag Raiders. Het nummer leek eerst geen groot succes te worden, met enkel een 62e plaats in de hitlijst van het thuisland van Bag Raiders. Vier jaar na het uitbrengen van de single behaalde het de 38e plaats in Australië. Het nummer kwam opnieuw in de hitlijst, omdat Tommy Franklin het gebruikte voor zijn dansoptreden bij de audities van Australia's Got Talent. Rond 2017 begon het gebruik van het nummer voor een meme, waarbij het nummer als achtergrondnummer wordt gebruikt voor video's van mensen die zweven door surrealistische ruimten. Door de bekendheid als meme werd het nummer opnieuw populair en bereikte het de hitlijsten van Oostenrijk, Duitsland en Canada.